# Мрмош
Мрмош је насеље у Србији у општини Александровац у Расинском округу. Према попису из 2022. има 584 становника (према попису из 2011. било је 762 становника).

## Демографија
У насељу Мрмош живи 663 пунолетна становника, а просечна старост становништва износи 44,3 година (43,0 код мушкараца и 45,6 код жена). У насељу има 225 домаћинстава, а просечан број чланова по домаћинству је 3,56.
Ово насеље је скоро у потпуности насељено Србима (према попису из 2002. године), а у последња четири пописа, примећен је пад у броју становника.
|  |

| Демографија | Демографија | Демографија |
| Година      | Становника  | Становника  |
| ----------- | ----------- | ----------- |
| 1948.       | 1.043       |             |
| 1953.       | 1.106       |             |
| 1961.       | 1.133       |             |
| 1971.       | 1.017       |             |
| 1981.       | 971         |             |
| 1991.       | 954         | 904         |
| 2002.       | 802         | 864         |
| 2011.       | 762         |             |
| 2022.       | 584         |             |

| Етнички састав према попису из 2002.‍ | Етнички састав према попису из 2002.‍ | Етнички састав према попису из 2002.‍ | Етнички састав према попису из 2002.‍ | Етнички састав према попису из 2002.‍ |
| ------------------------------------ | ------------------------------------ | ------------------------------------ | ------------------------------------ | ------------------------------------ |
|                                      |                                      |                                      |                                      |                                      |
| Срби                                 | Срби                                 |                                      | 798                                  | 99,50%                               |
| Црногорци                            | Црногорци                            |                                      | 1                                    | 0,12%                                |
| Хрвати                               | Хрвати                               |                                      | 1                                    | 0,12%                                |
| непознато                            | непознато                            |                                      | 0                                    | 0,0%                                 |

| Година пописа     | 1948. | 1953. | 1961. | 1971. | 1981. | 1991. | 2002. |
| ----------------- | ----- | ----- | ----- | ----- | ----- | ----- | ----- |
| Број домаћинстава | 192   | 206   | 232   | 246   | 244   | 248   | 225   |

| Број чланова      | 1  | 2  | 3  | 4  | 5  | 6  | 7  | 8 | 9 | 10 и више | Просек |
| ----------------- | -- | -- | -- | -- | -- | -- | -- | - | - | --------- | ------ |
| Број домаћинстава | 33 | 58 | 28 | 30 | 28 | 30 | 15 | 3 | 0 | 0         | 3,56   |

| Пол    | Укупно | Неожењен/Неудата | Ожењен/Удата | Удовац/Удовица | Разведен/Разведена | Непознато |
| ------ | ------ | ---------------- | ------------ | -------------- | ------------------ | --------- |
| Мушки  | 332    | 72               | 240          | 16             | 4                  | 0         |
| Женски | 355    | 38               | 243          | 65             | 8                  | 1         |
| УКУПНО | 687    | 110              | 483          | 81             | 12                 | 1         |

| Пол    | Укупно                    | Пољопривреда, лов и шумарство | Рибарство                            | Вађење руде и камена | Прерађивачка индустрија       |
| ------ | ------------------------- | ----------------------------- | ------------------------------------ | -------------------- | ----------------------------- |
| Мушки  | 190                       | 129                           | 0                                    | 0                    | 33                            |
| Женски | 116                       | 92                            | 0                                    | 0                    | 10                            |
| УКУПНО | 306                       | 221                           | 0                                    | 0                    | 43                            |
| Пол    | Производња и снабдевање   | Грађевинарство                | Трговина                             | Хотели и ресторани   | Саобраћај, складиштење и везе |
| Мушки  | 1                         | 5                             | 9                                    | 3                    | 2                             |
| Женски | 0                         | 0                             | 4                                    | 4                    | 1                             |
| УКУПНО | 1                         | 5                             | 13                                   | 7                    | 3                             |
| Пол    | Финансијско посредовање   | Некретнине                    | Државна управа и одбрана             | Образовање           | Здравствени и социјални рад   |
| Мушки  | 0                         | 1                             | 3                                    | 0                    | 0                             |
| Женски | 0                         | 1                             | 0                                    | 0                    | 1                             |
| УКУПНО | 0                         | 2                             | 3                                    | 0                    | 1                             |
| Пол    | Остале услужне активности | Приватна домаћинства          | Екстериторијалне организације и тела | Непознато            | Непознато                     |
| Мушки  | 2                         | 0                             | 0                                    | 2                    | 2                             |
| Женски | 0                         | 0                             | 0                                    | 3                    | 3                             |
| УКУПНО | 2                         | 0                             | 0                                    | 5                    | 5                             |